# Phúc Tuyền
Phúc Tuyền (chữ Hán giản thể: 福泉市, bính âm: Fúquán Shì, âm Hán Việt: Phúc Tuyền thị) là một thành phố cấp huyện thuộc Châu tự trị dân tộc Bố Y và dân tộc Miêu Kiềm Nam, tỉnh Quý Châu, Cộng hòa Nhân dân Trung Hoa. Thành phố này có diện tích 1688 ki-lô-mét vuông, dân số người 280.000 người..Mã số bưu chính của thành phố Phúc Tuyền là 550500. Về mặt hành chính, thành phố này được chia thành 9 trấn, 7 hương.